# Godinhaços
Godinhaços é uma localidade portuguesa do Município de Vila Verde que foi sede da extinta Freguesia de Godinhaços, freguesia que tinha 6,55 km² de área e 380 habitantes (2011), e, por isso, uma densidade populacional de 58 hab/km².
A Freguesia de Godinhaços foi extinta (agregada) em 2013, no âmbito de uma reforma administrativa nacional, tendo sido agregada às Freguesias de Duas Igrejas, de Rio Mau, de Goães, de Pedregais, de Azões e de Portela das Cabras, para formar uma nova freguesia denominada União das Freguesias da Ribeira do Neiva.

## População
| População da freguesia de Godinhaços | População da freguesia de Godinhaços | População da freguesia de Godinhaços | População da freguesia de Godinhaços | População da freguesia de Godinhaços | População da freguesia de Godinhaços | População da freguesia de Godinhaços | População da freguesia de Godinhaços | População da freguesia de Godinhaços | População da freguesia de Godinhaços | População da freguesia de Godinhaços | População da freguesia de Godinhaços | População da freguesia de Godinhaços | População da freguesia de Godinhaços | População da freguesia de Godinhaços |
| ------------------------------------ | ------------------------------------ | ------------------------------------ | ------------------------------------ | ------------------------------------ | ------------------------------------ | ------------------------------------ | ------------------------------------ | ------------------------------------ | ------------------------------------ | ------------------------------------ | ------------------------------------ | ------------------------------------ | ------------------------------------ | ------------------------------------ |
| 1864                                 | 1878                                 | 1890                                 | 1900                                 | 1911                                 | 1920                                 | 1930                                 | 1940                                 | 1950                                 | 1960                                 | 1970                                 | 1981                                 | 1991                                 | 2001                                 | 2011                                 |
| 500                                  | 542                                  | 498                                  | 552                                  | 617                                  | 630                                  | 609                                  | 807                                  | 721                                  | 677                                  | 596                                  | 572                                  | 539                                  | 462                                  | 380                                  |

## História
Godinhaços pertenceu ao extinto concelho de Penela do Minho com sede em Portela das Cabras. Em 1855 passa para o concelho (atual município) de Vila Verde.
Durante a Revolução da Maria da Fonte, no dia 5 de maio de 1846, uma coluna militar vindo de Ponte da Barca, ficou debaixo de fogo da Portela do Vade até Braga com 3 praças feridos e alguns mortos nos revoltosos, no seio deles um Padre. Em Godinhaços, todas as casas que atiravam sobre os soldados dessa coluna foram queimadas em represália, e morreu Bernardo uma criança de 13 anos..

## Clubes e Colectividades
- Rancho foclórico: Nova Esturdia dos Camponeses de Godinhaços, fundado em 10 de Maio de 1982[5]
- Rusga dos amigos de Godinhaços.[6]
- Associação Cultural Desportiva e Recreativa de Godinhaços.

## Personalidades
Freguesia onde viveu e nasceu o cantor Manuel Branco de Azevedo, falecido em 2018, cantor, autor e compositor de várias músicas.

## Rio Neiva
Nesta freguesia encontra-se a nascente do Rio Neiva, a uma altitude de 654 metros, na Serra de Oural.

## Património
- Igreja de Godinhaços (Santa Eulália)
- Serra de Oural
- Nascente do Rio Neiva (Serra de Oural)
- Mamoa (Serra de Oural)
- Necrópole Megalítica do Bustelo

## Lugares
Além da sede, a Freguesia de Godinhaços tinha os seguintes lugares ou localidades: Amarinhas, Borrelho, Brofe, Cachadufe, Campelo, Chicães, Cruz, Igreja, Freitas, Lourido, Outeiro, Passo, Real, Seara, São Mamede, Soutelinho, Três Horas, Vila Meã e Vilela.